# Terphothrix tenuis
Terphothrix tenuis är en fjärilsart som beskrevs av Holland 1893. Terphothrix tenuis ingår i släktet Terphothrix och familjen tofsspinnare. Inga underarter finns listade i Catalogue of Life.